# 24303 Michaelrice
24303 Michaelrice è un asteroide della fascia principale. Scoperto nel 1999, presenta un'orbita caratterizzata da un semiasse maggiore pari a 2,2938416 UA e da un'eccentricità di 0,1756966, inclinata di 6,20346° rispetto all'eclittica.